# 早送りカレンダー
「早送りカレンダー」（はやおくりカレンダー）は、日本の女性アイドルグループ・HKT48の楽曲。2018年5月2日に、HKT48の11作目のシングルとしてユニバーサルミュージック（EMI RECORDS）から発売された。作詞は秋元康、作曲は丸谷マナブが担当した。楽曲のセンターポジションは、ともにシングル曲初センターとなる矢吹奈子と田中美久がWセンターを務めた。

## 背景とリリース
前作「キスは待つしかないのでしょうか?」から8か月ぶりのシングル。
2018年3月31日にさいたまスーパーアリーナで開催された『HKT48春のアリーナツアー2018 〜これが博多のやり方だ!〜』終演直後に、HKT48の公式Twitterにおいて11thシングルの発売が発表され、選抜メンバーとセンターポジションが明かされた。運上弘菜が初選抜、荒巻美咲、駒田京伽が「バグっていいじゃん」以来2作ぶり、植木南央が「12秒」以来6作ぶりの選抜復帰となった。一方で1stシングル「スキ!スキ!スキップ!」から10作連続で選抜されていた兒玉遥と朝長美桜のほか、坂本愛玲菜、月足天音が選抜から外れた。なお、本作では半月板損傷の朝長美桜と活動休止中の兒玉遥はいずれの楽曲も参加していない。
また、宮脇咲良と矢吹奈子はこの年の10月からIZ*ONEでの活動に専任し、その期間中（2021年4月まで）はHKT48での活動を休止することになったため、結果的に今作がHKT48の楽曲としては活動休止前最後のシングルとなった。それに伴い、二人の専任期間中に当曲を披露する際はセンターを毎回変えて対応していた。なお、宮脇は2021年6月19日をもってHKT48を卒業したため、HKT48のCDシングルとしては結果的に最後の選抜入りとなった。

## メディアでの使用
- 早送りカレンダー
  - 日本テレビ「HKTBINGO!」メインテーマ曲

## アートワーク
| TYPE-A | 駒田京伽・指原莉乃・田島芽瑠・田中美久・本村碧唯・森保まどか・矢吹奈子 |
| TYPE-B | 植木南央・田中美久・冨吉明日香・渕上舞・松岡菜摘・宮脇咲良・矢吹奈子   |
| TYPE-C | 荒巻美咲・運上弘菜・田中美久・豊永阿紀・松岡はな・矢吹奈子             |
| 劇場盤 | 田中美久・矢吹奈子                                                     |

## ミュージック・ビデオ
早送りカレンダー
本作のミュージック・ビデオ（MV）はHKT48としては初の地元・福岡で撮影されたもので、福岡ヤフオク!ドームをはじめ、キャナルシティ博多、那珂川遊歩道、博多ポートタワー、マリンメッセ福岡、百道浜、福岡タワーなどをメンバーがカラフルに色付けていくという内容となっている。さらにオープントップバスで市内を巡るシーンなどもあり、地元の人になじみのある場所が数多く登場する。MVの振り付けは振付ユニットのCRE8BOYが担当。メンバーがサビで見せる親指と人差し指をつまむようなポーズは、“つまんでね”の博多弁“つまみんしゃい”をもじって、“つまみんダンス”と名付けられている。

## シングル収録トラック

### Type-A
| #         | タイトル                                    | 作詞      | 作曲       | 編曲           | 時間  |
| --------- | ------------------------------------------- | --------- | ---------- | -------------- | ----- |
| 1.        | 「早送りカレンダー」                        | 秋元康    | 丸谷マナブ | APAZZI         | 4:56  |
| 2.        | 「季節のせいにしたくはない」                | 秋元康    | 三日市吉陽 | 三日市吉陽     | 3:30  |
| 3.        | 「Just a moment」(幸せDAパンケーキ)         | 秋元康    | 高木啓成   | 野中“まさ”雄一 | 4:17  |
| 4.        | 「早送りカレンダー (Instrumental)」         |           | 丸谷マナブ | APAZZI         | 4:56  |
| 5.        | 「季節のせいにしたくはない (Instrumental)」 |           | 三日市吉陽 | 三日市吉陽     | 3:30  |
| 6.        | 「Just a moment (Instrumental)」            |           | 高木啓成   | 野中“まさ”雄一 | 4:15  |
| 合計時間: | 合計時間:                                   | 合計時間: | 合計時間:  | 合計時間:      | 25:24 |

| #  | タイトル                         | 作詞 | 作曲・編曲 | 監督     |
| -- | -------------------------------- | ---- | ---------- | -------- |
| 1. | 「早送りカレンダー Music Video」 |      |            | 瀬里義治 |
| 2. | 「Just a moment Music Video」    |      |            | 松本花奈 |
| 3. | 「HKT48の#サク旅 Vol.1」         |      |            |          |

### Type-B
| #         | タイトル                                     | 作詞      | 作曲       | 編曲       | 時間  |
| --------- | -------------------------------------------- | --------- | ---------- | ---------- | ----- |
| 1.        | 「早送りカレンダー」                         | 秋元康    | 丸谷マナブ | APAZZI     | 4:56  |
| 2.        | 「季節のせいにしたくはない」                 | 秋元康    | 三日市吉陽 | 三日市吉陽 | 3:30  |
| 3.        | 「会いたくて嫌になる」(やっぱりみたらし団子) | 秋元康    | 谷村庸平   | 谷村庸平   | 4:32  |
| 4.        | 「早送りカレンダー (Instrumental)」          |           | 丸谷マナブ | APAZZI     | 4:56  |
| 5.        | 「季節のせいにしたくはない (Instrumental)」  |           | 三日市吉陽 | 三日市吉陽 | 3:30  |
| 6.        | 「会いたくて嫌になる (Instrumental)」        |           | 谷村庸平   | 谷村庸平   | 4:31  |
| 合計時間: | 合計時間:                                    | 合計時間: | 合計時間:  | 合計時間:  | 25:55 |

| #  | タイトル                           | 作詞 | 作曲・編曲 | 監督     |
| -- | ---------------------------------- | ---- | ---------- | -------- |
| 1. | 「早送りカレンダー Music Video」   |      |            | 瀬里義治 |
| 2. | 「会いたくて嫌になる Music Video」 |      |            |          |
| 3. | 「HKT48の#サク旅 Vol.2」           |      |            |          |

### Type-C
| #         | タイトル                                         | 作詞      | 作曲       | 編曲       | 時間  |
| --------- | ------------------------------------------------ | --------- | ---------- | ---------- | ----- |
| 1.        | 「早送りカレンダー」                             | 秋元康    | 丸谷マナブ | APAZZI     | 4:56  |
| 2.        | 「季節のせいにしたくはない」                     | 秋元康    | 三日市吉陽 | 三日市吉陽 | 3:30  |
| 3.        | 「僕の想いがいつか虹になるまで」(さくらはなみく) | 秋元康    | 木下めろん | 木下めろん | 3:48  |
| 4.        | 「早送りカレンダー (Instrumental)」              |           | 丸谷マナブ | APAZZI     | 4:56  |
| 5.        | 「季節のせいにしたくはない (Instrumental)」      |           | 三日市吉陽 | 三日市吉陽 | 3:30  |
| 6.        | 「僕の想いがいつか虹になるまで (Instrumental)」  |           | 木下めろん | 木下めろん | 3:47  |
| 合計時間: | 合計時間:                                        | 合計時間: | 合計時間:  | 合計時間:  | 24:27 |

| #  | タイトル                                     | 作詞 | 作曲・編曲 | 監督     |
| -- | -------------------------------------------- | ---- | ---------- | -------- |
| 1. | 「早送りカレンダー Music Video」             |      |            | 瀬里義治 |
| 2. | 「僕の想いがいつか虹になるまで Music Video」 |      |            |          |
| 3. | 「HKT48の#サク旅 Vol.3」                     |      |            |          |

### 劇場盤
| #         | タイトル                                    | 作詞      | 作曲              | 編曲              | 時間  |
| --------- | ------------------------------------------- | --------- | ----------------- | ----------------- | ----- |
| 1.        | 「早送りカレンダー」                        | 秋元康    | 丸谷マナブ        | APAZZI            | 4:56  |
| 2.        | 「季節のせいにしたくはない」                | 秋元康    | 三日市吉陽        | 三日市吉陽        | 3:30  |
| 3.        | 「仮想恋愛」                                | 秋元康    | 三谷秀甫、BASSICK | 三谷秀甫、BASSICK | 4:18  |
| 4.        | 「早送りカレンダー (Instrumental)」         |           | 丸谷マナブ        | APAZZI            | 4:56  |
| 5.        | 「季節のせいにしたくはない (Instrumental)」 |           | 三日市吉陽        | 三日市吉陽        | 3:30  |
| 6.        | 「仮想恋愛 (Instrumental)」                 |           | 三谷秀甫、BASSICK | 三谷秀甫、BASSICK | 4:17  |
| 合計時間: | 合計時間:                                   | 合計時間: | 合計時間:         | 合計時間:         | 25:27 |

## 選抜メンバー
- 荒巻美咲
- 植木南央
- 運上弘菜
- 駒田京伽
- 指原莉乃
- 田島芽瑠
- 田中美久
- 冨吉明日香
- 豊永阿紀
- 渕上舞
- 松岡菜摘
- 松岡はな
- 宮脇咲良
- 本村碧唯
- 森保まどか
- 矢吹奈子